# بورن (كامبريدجشير)
بورن (بالإنجليزية: Bourn)‏ هي أبرشية مدنية تقع في المملكة المتحدة في إنجلترا. يقدر عدد سكانها بـ 1,015 نسمة .